# پادشاهی پروس

پادشاهی پروس و ایالت‌هایش به همراه سایر متحدهای رایش آلمان از ۱۸۷۱ تا ۱۹۱۸

پادشاهی پروس (به آلمانی: Königreich Preußen) از ۱۷۰۱ تا ۱۹۱۸ یک پادشاهی آلمانی و بخش اصلی امپراتوری آلمان بود.
پادشاهی پروس یکی از دو قدرت اصلی آلمانی‌نژاد در کنار پادشاهی اتریش بود که سال‌ها در رقابت با اتریش برای به دست آوردن سرزمین‌های بیشتر در اروپای مرکزی قرار داشت، در سال ۱۸۶۱ ویلهلم یکم به پادشاهی پروس رسید و توانست با کمک صدر اعظم مشهورش بیسمارک بیشتر سرزمین‌های آلمانی نژاد را متحد کند و سلطه امپراتوری اتریش بر اروپای مرکزی را خاتمه داده و امپراتوری واحد آلمان را تأسیس نماید.
پادشاهان پروس از خاندان هوهنزولرن بودند. پروس از زمان پادشاه شدن، از طریق اسلاف خود، براندنبورگ-پروس، که تحت سلطه فردریک ویلیام، به عنوان "انتخاب کننده بزرگ" شناخته شد، یک قدرت نظامی بود. پروس با هدایت فریدریش دوم، پادشاه پروس، معروف به فردریک بزرگ، که سومین پسر فریدریش ویلهلم یکم بود، به قدرت رسیدن خود ادامه داد. فردریک بزرگ در آغاز جنگ هفت ساله نقش مهمی ایفا کرد، جنگ‌های خود را در برابر اتریش، روسیه، فرانسه و سوئد برگزار کرد و پروس را در ایالات آلمان تأسیس کرد و همچنین کشور را به عنوان یک قدرت بزرگ اروپایی تأسیس کرد. پس از آشکار شدن قدرت پروس، این کشور به عنوان یک قدرت بزرگ در میان ایالات آلمان در نظر گرفته شد. در طول صد سال آینده پروس در بسیاری از نبردها و بسیاری از جنگ‌ها پیروز شد. پروس به دلیل قدرت خود به‌طور مداوم سعی در متحد کردن همه ایالت‌های آلمان (به استثنای کانتون‌های آلمان در سوئیس) تحت حاکمیت خود داشت، و اینکه آیا اتریش در چنین دامنه یکپارچه آلمانی قرار خواهد گرفت یا نه یک سؤال مداوم بود.
پس از جنگ‌های ناپلئونی به ایجاد کنفدراسیون آلمان، مسئله وحدت ایالات آلمان باعث وقوع چندین انقلاب در سرتاسر ایالت‌های آلمان شد و همه ایالت‌ها مایل به داشتن قانون اساسی خود بودند. تلاش‌ها برای ایجاد یک فدراسیون بی‌نتیجه ماند و کنفدراسیون آلمان در سال ۱۸۶۶ هنگامی که جنگ بین دو کشور قدرتمند عضو آن، پروس و اتریش آغاز شد، فروپاشید. کنفدراسیون آلمان شمالی، که از سال ۱۸۶۷ تا ۱۸۷۱ به طول انجامید، اتحادیه نزدیکتر بین کشورهای همسو با پروس ایجاد کرد در حالی که اتریش و بیشتر آلمان جنوبی مستقل بودند. کنفدراسیون آلمان شمالی بیشتر به عنوان اتحاد قدرت نظامی پس از جنگ اتریش و پروس دیده می‌شد اما بسیاری از قوانین آن بعداً در امپراتوری آلمان مورد استفاده قرار گرفت. امپراتوری آلمان از سال ۱۸۷۱ تا ۱۹۱۸ با اتحاد موفقیت‌آمیز همه کشورهای آلمان تحت سلطه پروس ادامه یافت؛ این امر به دلیل شکست ناپلئون سوم در جنگ فرانسه و پروس در سالهای ۱۸۷۰–۷۱ بود. جنگ همه دولت‌های آلمان را در برابر یک دشمن مشترک متحد کرد و با پیروزی موجی عظیم از ناسیونالیسم به وجود آمد که نظر برخی از کسانی را که مخالف اتحاد بودند، تغییر داد. در سال ۱۸۷۱، آلمان منهای اتریش و سوئیس به یک کشور واحد پیوست و پروس قدرت برتر آن بود.
پروس سلف قانونی رایش متحد آلمان (۱۸۷۱–۱۹۴۵) تلقی می‌شود و به عنوان یک جد مستقیم جمهوری فدرال آلمان امروزی محسوب می‌شود. لغو رسمی پروس، که در ۲۵ فوریه ۱۹۴۷ توسط فیات شورای کنترل متفقین انجام شد، به یک سنت ادعایی پادشاهی به عنوان حامل نظامی‌گری و واکنش اشاره داشت و زمینه را برای استقرار فعلی ایالات آلمان فراهم کرد. با این حال، ایالت آزاد پروس (Freistaat Preußen)، که پس از لغو پادشاهی پروس در پس از جنگ جهانی اول به وجود آمد، تا زمان کودتای ملی‌گرایانه ۱۹۳۲ معروف به Preußenschlag یک نیروی عمده دموکراتیک در وایمار آلمان بود. پادشاهی میراث فرهنگی قابل توجهی برجای گذاشت، امروزه به ویژه توسط بنیاد میراث فرهنگی پروس (Stiftung Preußischer Kulturbesitz (SPK))، که به یکی از بزرگترین سازمانهای فرهنگی در جهان تبدیل شده‌است، تبلیغ می‌شود.

## تأسیس
فردریک، مارگراو از آنسباخ، در اختلاف ۱۴۱۰ با جوبست موراویایی برای کسب عناوین پادشاه آلمان و امپراتور مقدس روم مقدس، در کنار سیگیسموند مجارستانی قرار گرفت. در شورای کنستانس سیگیسموند در سال ۱۴۱۵ فردریک را با نشان Margraviate از براندنبورگ پاداش داد و در سال ۱۴۱۷ به عنوان شاهزاده منتخب امپراتوری مقدس روم انتخاب شد.
پس از جنگ‌های لهستان، شهرهای تازه تأسیس بالتیک در کشورهای آلمان، از جمله پروس، دچار عقب‌گرد اقتصادی زیادی شدند. بسیاری از شهرهای پروس حتی توانایی شرکت در جلسات سیاسی خارج از پروس را نداشتند. این شهرها فقیر بودند، حتی بزرگترین شهر، دانزیگ، مجبور شد برای پرداخت هزینه تجارت از جاهای دیگر وام بگیرد. فقر در این شهرها تا حدی ناشی از همسایگان پروس بود که چنان انحصاری در تجارت ایجاد و توسعه داده بودند که این شهرهای جدید به راحتی قادر به رقابت نبودند. این مسائل منجر به دشمنی، جنگ، رقابت تجاری و تهاجم شد.
با این حال، سقوط این شهرها موجب اشرافیت شد، شرق و غرب را از هم جدا کرد و به طبقه متوسط شهری براندنبورگ رونق بخشید.در سال ۱۴۴۰ مشخص شد که تفاوت براندنبورگ با سرزمین‌های دیگر آلمان چقدر است، زیرا با دو خطری روبرو است که دیگر سرزمین‌های آلمان آن را تهدید نمی‌کنند: تجزیه از داخل و تهدید به حمله همسایگان. با تصویب Dispositio Achillea، که اصل اولیه ساخت را به دو سرزمین براندنبورگ و فرانکونین القا می‌کرد، از تقسیم جلوگیری کرد. مسئله دوم از طریق گسترش حل شد. براندنبورگ از هر طرف توسط همسایگانی احاطه شده بود که مرزهای آنها فقط سیاسی بود. هر همسایه ای هر لحظه می‌تواند به براندنبورگ حمله کرده و آن را مصرف کند. تنها راه دفاع از خود جذب همسایگان قبل از جذب همسران بود. از طریق مذاکرات و ازدواج، براندنبورگ به آرامی اما مطمئناً مرزهای خود را گسترش داد، همسایگان را جذب کرد و تهدید به حمله را از بین برد.

## حکومت
اقتدار مشترک، فئودال و بوروکراتیک، که سلطنت مطلق پروس بر آن بنا شده بود، منافع خود را در سرکوب انگیزه آزادی شخصی و حقوق دموکراتیک می‌دانست؛ بنابراین مجبور شد به روش‌های پلیس متوسل شود. «دولت پلیس»، همان‌طور که اتو هینتزه آن را توصیف کرد، جایگزین سیستم قدیمی تر با سلطه گرایی فئودالی خود در جهت منافع طبقه حاکم شد، اما که در شکل ابتدایی خود یک دولت مشروطه بود.

## قانون اساسی
در زمان وجود پادشاهی دو قانون اساسی وجود داشت، ۱۸۴۸ و ۱۸۵۰. قانون اساسی ۱۸۴۸ توسط فردریک ویلیام چهارم وضع و در ۵ دسامبر ۱۸۴۸ اجرا شد. این قانون در پاسخ به انقلاب‌های سال ۱۸۴۸ تنظیم شده‌است. قانون اساسی دوم در ۳۱ ژانویه ۱۸۵۰ تصویب شد و در سال‌های بعدی به‌طور مداوم اصلاح می‌شد.
قانون اساسی ۱۸۴۸ تحت حاکمیت فردریک ویلیام چهارم اتفاق افتاد که در سال ۱۸۴۰ قدرت را از پدرش گرفت. ویلیام پس از به دست گرفتن قدرت، کمیته‌هایی را تعیین کرد تا در مورد سؤالات مختلف بحث کنند. با این کار شاه معتقد بود که می‌تواند بدون انقلاب احساس وحدت ایجاد کند. سپس دولت با احتیاط همه اعضای هشت مجلس ولایتی گرد هم آمد و به دو خانه، خانه اربابان و خانه دوم تقسیم شد که سه املاک شوالیه‌ها، بورگس‌ها و دهقانان را دربرگرفته بود. اگرچه آنها هیچ قدرت واقعی نداشتند و شاه با آنها مشورت نکرد و به آنها اجازه وتو یا استدلال در مورد قانونگذاری‌هایی را که در حال تشکیل بودند، نداد، این گامی به سوی یک کشور مشروطه بود. تغییرات اساسی به عنوان «روزهای مارس» شناخته می‌شوند. هنگامی که پادشاه حاضر نشد رژیم‌های قضایی متحد را به یک نهاد نمایندگی واقعی اضافه کند، مردم شروع به شورش کردند. در ۱۸ مارس پادشاه تصمیم گرفت با برخی امتیازات موافقت کند. با این حال، چندین ایستادگی با سربازان وجود داشت، زیرا او نتوانسته بود مانع حمله آنها حتی به جمعیت مسالمت آمیز شود. در مارس پادشاه با خواسته‌های مردم موافقت کرد و امتیازات زیادی را داد. در ۲۲ می ۱۸۴۸، کنوانسیون او طرح قانون اساسی جدید را ارائه داد. مردم پیش نویس اصلاح شده‌ای را در ۲۶ ژوئیه ۱۸۴۸ ارسال کردند. وقتی همه بحث‌ها به پایان رسید، فردریک کنوانسیون را منحل کرد و قانون اساسی رسماً در ۵ دسامبر ۱۸۴۸ اجرا شد.
قانون اساسی به ۱۰۵ ماده مختلف از هشت عنوان جداگانه تقسیم شده بود. این عناوین نه عنوان تحت عنوان قلمرو دولت، حقوق پروس‌ها، پادشاه، وزرا، اتاق‌ها، قدرت قضایی، مقامات دولتی متعلق به طبقه قضایی، امور مالی و کمون‌ها، مدارها، نواحی و ارگان‌های ولایتی. تعداد هر یک از این گروه‌ها در تعداد مقالات متفاوت است که بخشهای هفتم و نهم هر کدام فقط یک مقاله دارند و بخش دوم دارای چهل مقاله مجزا است. همچنین چهارده ماده به مقررات عمومی و مقررات موقت تقسیم شده‌است.

## دین
قانون اساسی پروس در سال ۱۸۵۰ آزادی عقیدتی، آزادی عبادت عمومی و خصوصی و آزادی انجمن در هیئت‌های مذهبی را مجاز می‌دانست. در این بیانیه آمده‌است که کلیه کلیساها و سایر انجمن‌های مذهبی باید همه امور را به‌طور مستقل و خصوصی از دولت اداره کنند و هیچ بخشی از دولت ممکن است بر کلیسا تأثیر بگذارد. در قانون اساسی همچنین آمده‌است که همه کودکان باید دین خود را از طریق دین خود و نه توسط شخص دیگری بیاموزند.
طبق سرشماری انجام شده در اوایل یا اواسط ۱۸۰۰، در حدود دهه ۱۸۳۰ تقسیم شش دین بر اساس یک میلیون نفر انجام شد. بر اساس این سرشماری ۶۰۹٬۴۲۷٫۰ پروتستان فعال، ۳۷۶٬۱۷۷٫۱ کاتولیک رومی، ۱۳۳۴۸٬۸۸ نفر یهودی، ۹۲۵٫۱ منونیت، ۱۲۱٫۴ ارتدکس یونان و ۰/۶ مسلمان وجود داشته‌است. در این زمان کل جمعیت ۱۴٬۰۹۸٬۱۲۵ نفر بود، به این معنی که تقریباً ۸٬۵۹۱٬۷۷۸ مورد پروتستان، ۵٬۳۰۳٬۳۹۲ کاتولیک رومی، ۱۸۸٬۱۹۳ یهودی، ۱۳٬۰۴۲ منونی، ۱٬۷۱۲ ارتدکس یونانی و ۸ مسلمان وجود داشت.
اگرچه تحت سلطه لوترهای پروتستان (همراه با برخی اصلاح طلبان) بود، اما میلیون‌ها کاتولیک در غرب و لهستان را در خود جای داد. تعداد زیادی کاتولیک در راینلند و مناطقی از وستفالیا وجود داشت. بعلاوه، پروس غربی، وارمیا، سیلسیا و استان پوزن دارای جمعیتهای لهستانی زبان بیشتر کاتولیک بودند. منطقه جنوبی ماسوریای پروس شرقی بیشتر از مازورهای پروتستان آلمان زده تشکیل شده بود.